# Jeffrey Reddick
Jeffrey Aaron Reddick, född 12 juli 1969 i Jackson i Kentucky, är en amerikansk manusförfattare och filmregissör, mest känd för att vara skaparen bakom filmserien om Final Destination. Han gick under sin high school-tid på Breathitt County High School i hemstaden Jackson, för att sedan påbörja studier på Berea College i Berea (också i födelsedelstaten Kentucky).

## Filmografi (i urval)

### Filmer
- 2000 – Final Destination (manusförfattare)
- 2003 – Final Destination 2 (berättelseförfattare och exekutiv producent)
- 2005 – Tamara (manusförfattare)
- 2008 – Day of the Dead (manusförfattare)
- 2016 – Dead Awake (manusförfattare)
- 2018 – The Night Sitter (exekutiv producent)
- 2020 – The Call (producent)

### TV-serier
- 2018 – Midnight, Texas (TV-serie) (berättelseredaktör)
- 2021 – Sagor signerade Grimm (TV-serie) (manusförfattare)
- 2022 – Samurajkaninen: Berättelsen om Usagi (TV-serie) (manusförfattare)